# كينيس
كينيس هي قرية وبلدية (بالتشيكية: Obec) في مقاطعة هافليتشكوف برود في إقليم فيسوتشنا في جمهورية التشيك.
تغطي البلدية مساحة 3.9 كيلومتر مربع (1.5 ميل2)، ويبلغ عدد سكانها 93 (حتى 3 يوليو 2006).
تقع كينيس على بعد 22 كيلومتر (14 ميل) شمال غرب هافليتشكوف برود، 42 كيلومتر (26 ميل) شمال غرب يهلافا، و79 كيلومتر (49 ميل) جنوب شرق براغ.
في 16 مارس 2020، تم وضع القرية بأكملها في الحجر الصحي بسبب أربع حالات مؤكدة من الإصابة بـ كوفيد-19.